# Pave Frans
Pave Frans (latin: Franciscus, italiensk: Francesco, spansk: Francisco; født Jorge Mario Bergoglio 17. december 1936, død 21. april 2025) var nr. 266 i paverækken. Han blev valgt den 13. marts 2013 som efterfølger for pave Benedikt 16., der havde valgt at træde tilbage fra sit embede den 28. februar 2013. Pave Frans var overhoved for både den romerskkatolske kirke og Vatikanstaten. Han døde 2. påskedag 2025 efter længere tids sygdom.

## Baggrund
Bergoglio blev præsteordineret i 1969. Fra 1973 til 1979 var han leder af jesuiterordenen i Argentina. Han var ærkebiskop for Buenos Aires 1998–2013. Pave Johannes Paul 2. udnævnte ham til kardinal i 2001. Ved udnævnelsen til pave valgte han sit pavenavn Frans efter Frans af Assisi. Det var første gang i historien, at dette navn bruges af en pave, og det var første  gang siden pave Lando i 913 at en pave valgte et hidtidigt ubrugt navn (pave Johannes Paul 1. kombinerede de to tidligere brugte navne Johannes og Paul).

## Pave
Pave Frans var den 12. ikke-europæiske pave, den første i over 1.200 år. Han var den første jesuiterpræst, der blev pave, og desuden den første pave fra den vestlige halvkugle og sydlige halvkugle overhovedet, idet han kom fra Argentina. Han var af italiensk afstamning og havde pga. en infektion i teenagealderen kun én lunge.
Han var modstander af Argentinas lovliggørelse af homoseksuelle ægteskaber.
Et muligt førstegangsmøde i den katolske kirkes historie mellem en pave og hans umiddelbare forgænger fandt sted lørdag d. 23. marts 2013, da pave Frans mødte sin forgænger pave Benedikt 16. til frokost og bøn i pavens sommerresidens Castel Gandolfo, syd for Rom. Mødet mellem den fungerende pave og hans forgænger "pave emeritus" varede i tre timer.
Frans var den første pave, der offentligt fordømte de seksuelle overgreb, pædofile præster har begået. "Aldrig mere," skrev Frans i et brev, hvor han sagde, at han skammede sig over, at hverken han eller kirkens ledere i Chile nogensinde lyttede til ofrene, da sexskandalen i Chile udviklede sig. Paven har samtalt med nogle af ofrene for de mest notoriske præster. I sit otte sider lange brev til chilenske troende takkede han ofrene for deres tapperhed og tålmodighed i jagten på sandheden, selv om det virkede håbløst pga. den katolske kirkes forsøg på at diskreditere dem. Chilenere var chokerede over pave Frans' tidligere afvisning af ofrene og hans omtale af deres beretninger som bagvaskelse og sladder. I januar 2018 forsvarede han offentligt biskop Barros, som han selv havde udnævnt, selv om biskop Barros var anklaget for at have dækket over gentagne overgreb begået af præsten Fernando Karadima. Paven besluttede at udnævne to efterforskere, som afhørte 64 personer og udformede en helt ødelæggende rapport på 2.300 sider om gejstliges seksuelle overgreb i Chile. Alle landets 34 katolske biskopper blev efterfølgende indstævnet til Vatikanet for at diskutere sagen, hvor de alle tilbød at trække sig fra embedet. Tre af dem, deriblandt biskop Barros, trak sig.
Pave Frans døde mandag den 21. april 2025 kl. 07:35 CEST i en alder af 88 år i sin residens, Domus Sanctae Marthae, i Vatikanstaten. Dødsårsagen var et slagtilfælde efterfulgt af uoprettelig hjertesvigt. Hans bortgang blev annonceret af kardinal Kevin Farrell, camerlengoen, i en udsendelse fra Vatican Media kl. 09:47 samme dag. 
Pave Frans havde forud for sin død tilbragt fem uger på hospitalet med en alvorlig lungebetændelse og en infektion i luftvejene.  Dagen før sin død, på påskesøndag, gav han sin sidste offentlige velsignelse, Urbi et Orbi, fra Peterspladsen, hvor han blev set svækket og med talevanskeligheder. 
Efter hans død blev en ni-dages sørgeperiode, kendt som “Novendiale”, indledt. Hans legeme blev lagt til skue i Peterskirken, og begravelsen fandt sted lørdag den 26. april 2025 på Peterspladsen. I overensstemmelse med hans ønsker blev han begravet i Basilica di Santa Maria Maggiore i Rom, hvilket markerede en afvigelse fra traditionen, da denne basilika ikke har været brugt til pavelige begravelser siden det 17. århundrede. 
Pave Frans var den første pave fra Latinamerika og den første jesuit, der blev valgt til pavestolen. Hans pontifikat var præget af fokus på social retfærdighed, miljøbeskyttelse og en mere inkluderende tilgang til forskellige samfundsgrupper. Hans død blev mødt med sorg og hyldest fra hele verden, herunder fra ledere af forskellige religioner og nationer, der anerkendte hans indsats for fred og dialog. 
Efter hans død trådte den katolske kirke ind i en “sede vacante”-periode, hvor forberedelserne til konklavet for at vælge hans efterfølger blev indledt.